# Samar Abu Elouf
Samar Abu Elouf (arabisch سمر أبو العوف, DMG Samar Abū l-ʿAuf; * 1983 in Palästina) ist eine palästinensische Pressefotografin. Eine ihrer Fotografien wurde 2025 zum Pressefoto des Jahres gewählt. Ihre Fotografien  wurden unter anderem in der New York Times, der Neuen Zürcher Zeitung und Reuters publiziert.

## Leben
Samar Abu Elouf hat sich das Fotografieren autodidaktisch beigebracht. Seit 2010 dokumentierte sie das Leben im Gazastreifen. 2012 gewann sie den Change the Picture Award der vom Hilfswerk der Vereinten Nationen für Palästinenser (UNRWA) in Zusammenarbeit mit dem Yabous Cultural Centre organisiert wurde. Ebenfalls portraitierte sie die Proteste an der Grenze zwischen Gaza und Israel von 2018 bis 2019. Für das Internationale Rote Kreuz portraitierte sie die Covid-19-Pandemie im Gazastreifen. Abu Elouf ist Mutter von vier Kindern und wohnt zurzeit in Katar. Abu Elouf arbeitet seit dem israelisch-palästinensischen Konflikt im Jahre 2021 als freie Fotojournalistin für die New York Times. In diesem Konflikt kamen damals mehrere Familienangehörige ums Leben.
Nachdem während des palästinensisch-israelischen Konflikts ab 2023 Journalisten von der israelischen Armee getötet worden waren, wurde Abu Elouf von Ihrer Familie aus Furcht ebenfalls getötet zu werden gebeten, nicht mehr nach Hause zu kommen. Im Dezember 2023 wurde Abu Elouf zusammen mit ihren vier Kindern dank der Vermittlung der New York Times eine Evakuierung nach Katar ermöglicht. Mehrere Familienangehörige verblieben im Gazastreifen. In Katar wohnt sie in einem Wohnkomplex für palästinensische Flüchtlinge. Sie war eine der Ausstellerinnen der Joop Swart Masterclass 2024 von World Press Photo. Für die von den USA und der EU als terroristische Organisation eingestufte Volksfront zur Befreiung Palästinas (PFLP) bot Elouf 2012 Medienseminare an, was nach Auszeichnungen auch zu Kritik führte.

### World Press Photo of the Year
Im April 2025 wurde ihre Fotografie des neunjährigen palästinensischen Jungen Mahmoud Ajjar mit amputierten Armen als World Press Photo of the Year bekannt gegeben. Die Fotografie wurde aus über 59.000 eingesendeten Fotografien ausgewählt. Mahmoud Ajjar wurde während eines israelischen Luftangriffes im März 2024 von einer Bombe getroffen, welche einen Arm abtrennte sowie den anderen verstümmelte. Darauf wurde er zur medizinischen Behandlung nach Katar ausgeflogen, wo er in demselben Wohnkomplex wohnt wie die Fotografin Samar Abu Elouf. Das Gewinnerbild war Teil einer Reportage über palästinensische Patienten aus dem Gazastreifen, die in Katar behandelt werden. Auf dem Bild ist Mahmoud Ajjar im Sonnenlicht in seiner Wohnung abgebildet.

## Positionen
Samar Abu Elouf erklärte gegenüber der Zeit, man wisse, welcher Journalist im Gazastreifen mit der Hamas arbeite und wer nicht. Letztere seien viele, dennoch würden beide Gruppen gezielt von der israelischen Armee angegriffen. Abu Elouf verwies explizit auf den Fall der 25-jährigen Fotojournalistin Fatima Hassouna, die am 16. April 2025 bei einem israelischen Luftangriff auf ihre Familie getötet wurde, zusammen mit sieben bis zehn Verwandten.

## Anerkennungen
- 2012 Change the Picture Award der UNWRA[4]
- 2023 George Polk Award der Long Island University[18]
- 2023 Robert Capa Gold Medal[19]
- 2024 Anja Niedringhaus Courage Award[5]
- 2024 UNICEF-Foto des Jahres[1]
- 2025 World Press Photo of the Year